# Lago Ostorfer
El lago Ostorfer (en alemán: Ostorfersee) es un lago situado en el distrito de Mecklemburgo Noroccidental —junto a la ciudad de Schwerin—, en el estado de Mecklemburgo-Pomerania Occidental (Alemania), a una altitud de 39.5 metros; tiene un área de 208.9 hectáreas.